# Latchorzew
Latchorzew – wieś w Polsce położona w województwie mazowieckim, w powiecie warszawskim zachodnim, w gminie Stare Babice. Ma status sołectwa.
W latach 1975–1998 miejscowość administracyjnie należała do województwa warszawskiego.
Sołtysem Latchorzewa jest Sylwester Klimek. W skład Rady Sołeckiej wchodzą: Zbigniew Drzewiński, Zbigniew Kwiatkowski, Agnieszka Zasłona.
W Latchorzewie mieszka poseł na sejm V kadencji Krzysztof Sikora.

## Transport
Przez południową część miejscowości przebiega Droga wojewódzka nr 580 łącząca Warszawę z Sochaczewem. Wieś ma także połączenie autobusowe ze stolicą obsługiwane przez ZTM: linia 714 (kursująca po ulicy Hubala-Dobrzańskiego) oraz linie 719 i 729 (kursujące ulicą Warszawską).

## Historia
Poszukując genezy Latchorzewa, możemy natknąć się na nazwę wioski zaledwie w kilku źródłach, traktujących jej tereny oraz tereny do niej przyległe jako ogół historycznych Ziem Babickich. Wiadomo za to, że swego czasu miejscowość miała za dziedzica Ignacego Działyńskiego, który wsławił się męstwem i odwagą, biorąc udział w krwawej bitwie pod Maciejowicami w drugiej połowie XIX wieku.
Nazwę Latchorzew znaleźć można na mapie okolic Warszawy z 1821 r. znajdującej się w Archiwum Narodowym w Krakowie.